# العشيرة (مسلسل)
العشيرة هو مسلسل دراما بدأ عرضه في سنة 1997. بلغ عدد مواسم المسلسل 20 موسما، بلغ عدد حلقاته 3146 حلقة، وكانت مدة الحلقة الواحدة 24 دقيقة. تم بث المسلسل لأول مرة بتاريخ 22 سبتمبر 1997. وقد شارك في بطولته توماش بيدناريك، باربرا برشتينوفيتش وبيوتر سيرفوس. هو أطول مسلسل في تاريخ التلفزيون البولندي. يدور المسلسل حول مصير عائلة لوبيتش متعددة الأجيال من وارسو.

## وصلات خارجية
- الموقع الرسمي
- العشيرة على موقع IMDb (الإنجليزية)
- العشيرة على موقع كينوبويسك (الروسية)
- العشيرة على موقع قاعدة بيانات الفيلم (الإنجليزية)